# 布斯蒂 (紐約州普查規定居民點)
布斯蒂（英語：Busti）是位於美國紐約州學托擴縣的普查規定居民點。

## 人口
根據2020年美國人口普查的數據，布斯蒂的面積為5.86平方千米，皆為陸地。當地共有人口349人，而人口密度為每平方千米59.56人。